# CJ BCe 2/4
Die CJ BCe 2/4 sind vierachsige elektrische Triebwagen der Chemins de fer du Jura (CJ) und ihrer Vorgängerbahnen.

## Beschaffung
Die von Beginn an elektrisch betriebene Tramelan-Les Breuleux-Le Noirmont-Bahn (TBN) wurde im Jahre 1913 eröffnet. Gleichzeitig elektrifizierten die Tramelan-Tavannes-Bahn (TT) ihre in Tavannes anschliessende Bahnstrecke nach Tramelan. Dazu beschafften die beiden Eisenbahngesellschaften gemeinsam je zwei elektrische Triebwagen BCe 2/4 60 und 61 sowie 70 und 71 für den Personenverkehr und je eine elektrische Lokomotiven Ge 2/2 4 und 5 für den Güterverkehr und den Vorspanndienst. Die Triebwagen Nr. 60 und 61 kamen zur TT, Nr. 70 und 71 zur TBN. 

## Technische Beschreibung und Änderungen

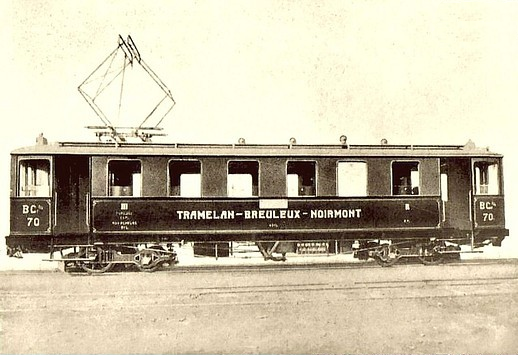
BCe 2/4 Nr. 70 bei der Ablieferung

Triebwagen und Lokomotiven Ge 2/2 besitzen dieselbe elektrische Ausrüstung von Brown, Boveri & Cie. (BBC). Diese unterscheidet sich nur dadurch, dass die BCe 2/4 zwei Kontroller am jeweiligen Ende des Wagenkastens und die beiden Lokomotiven einen Kontroller in der Wagenkastenmitte haben. Der mechanische Teil der Triebwagen stammte von der Schweizerischen Wagons- und Aufzügefabrik Schlieren (SWS). 
Die Fahrzeuge hatten 8 Sitzplätze zweiter Klasse und 32 Plätze dritter Klasse. Für einen Schweizer Triebwagen untypisch sind die beiden Maximum-Drehgestelle mit je einer Trieb- und einer Laufachse. Die mit Holzkasten versehenen Triebwagen trugen bei der Ablieferung einem hell-/dunkelgrünen Anstrich.
Durch die Fusion von TT und TBN kamen die Fahrzeuge 1927 zur Chemin de fer Tavannes–Noirmont (CTN), wobei sie ihre Betriebsnummern behielten. Bei der Fusion 1944 zu den Chemins de fer du Jura (CJ) erhielten die Fahrzeuge die Nummern 501–504. 
Im Verlaufe des Betriebseinsatzes blieben die vier Triebwagen im Wesentlichen unverändert. Die Vakuumbremse blieb erhalten, obwohl das restliche Rollmaterial mit Druckluftbremse ausgerüstet war. Für die Verwendung als Diensttriebwagen wurden die Triebwagen teilweise umgebaut.
Triebwagen Nr. 501 und 503 trugen ab 1950, Nr. 504 ab 1949 einen hellgrünen Anstrich.

## Betriebseinsatz

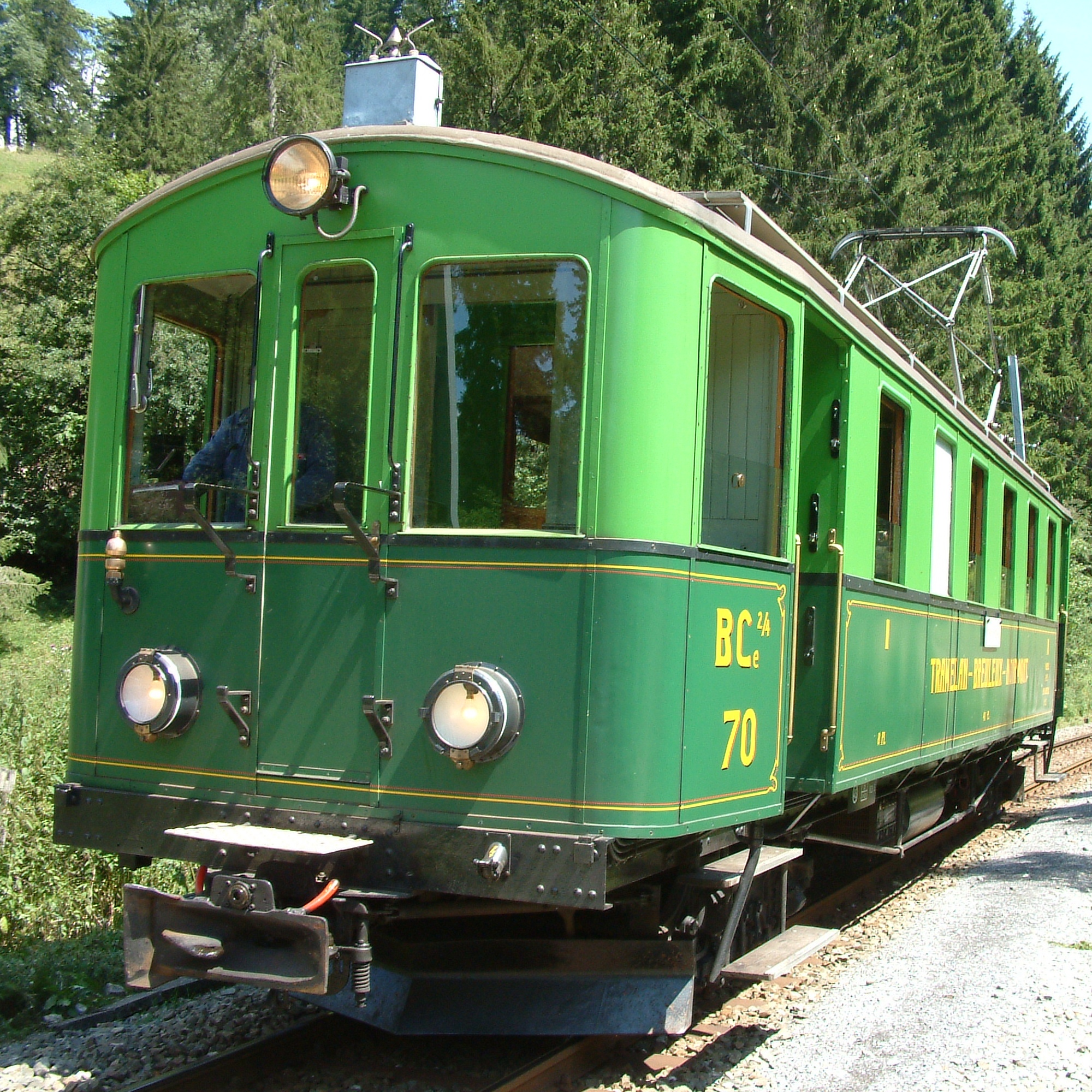
Restaurierter Triebwagen BCe 2/4 Nummer 70.

Die Triebwagen bewältigten bis 1953 den gesamten Personenverkehr auf der Strecke Tavannes–Le Noirmont. Mit der Neubeschaffung von Personentriebwagen durch die Chemins de fer du Jura (CJ) wurden die Fahrzeuge für Nebenaufgaben verwendet und später ausrangiert:
| BCe 2/4 501: | ab 1953 | als Xe 2/4 901 vom Bahndienst verwendet          |
|              | 1955    | ausrangiert                                      |
|              | 1956    | abgebrochen                                      |
| BCe 2/4 502: | 1953    | ausrangiert und abgebrochen                      |
| BCe 2/4 503: | ab 1953 | zunächst als Xe 2/4 903 vom Bahndienst verwendet |
|              | 1966    | Umbezeichnung in Xe 2/4 503                      |
|              | 1971    | ausser Betrieb gesetzt                           |
|              | 1984    | Nostalgiefahrzeug BCe 2/4 70                     |
| BCe 2/4 504: | ab 1954 | zunächst als Xe 2/4 904 vom Bahndienst verwendet |
|              | 1959    | Umbezeichnung in Xe 2/4 801                      |
|              | 1967    | abgebrochen                                      |

Der wegen schlechter Isolation abgestellte Xe 2/4 503 wurde für das Hundertjahr-Jubiläum im Jahr 1984 restauriert und als BCe 2/4 70 weitgehend in den Ursprungszustand zurückversetzt. Das mit dem ursprünglichen Anstrich und der auffälligen Beschriftung Tramelan–Breuleux–Noirmont versehene historische Fahrzeug ist in Saignelégier stationiert und verkehrt seit Jahren in Nostalgiezügen meistens zusammen mit dem ebenfalls im Original erhalten gebliebenen Zweiachswagen C2 7. Er ist das letzte erhaltene Fahrzeug seiner Gattung.